# Michail Dmitrijewitsch Galanin
Michail Dmitrijewitsch Galanin (russisch Михаил Дмитриевич Галанин, englische Transkription: Mikhail Dmitrievich Galanin; * 25. Januarjul. / 7. Februar 1915greg. in Moskau; † 3. Mai 2008 ebenda) war ein russischer Physiker, der zur Lumineszenz und nichtlinearen Optik arbeitete.

## Leben
Galanin studierte bis 1938 an der Physikalischen Fakultät der Lomonossow-Universität Moskau und ging anschließend an das Lebedew-Institut (FIAN) der Akademie der Wissenschaften der UdSSR. 1939 wurde er in die Rote Armee eingezogen, wo er bis zum Ende des Zweiten Weltkrieges Dienst tat, zuletzt im Rang eines Leutnants. Nach Kriegsende kehrte er an das Lebedew-Institut zurück und wurde Aspirant bei Sergei Wawilow, bei dem er mit seinen Arbeiten zur Lumineszenz begann. 1956 erwarb er den russischen Doktortitel mit einer Arbeit über den Resonanzenergietransfer in lumineszierenden Lösungen. Von 1963 bis 1988 leitete er das Lumineszenz-Labor des Lebedew-Instituts. Ab 1948 war er auch am MIPT in Moskau tätig. Seit 1969 hatte er den Lehrstuhl für Quantenelektronik.
Galanin beschäftigte sich mit vielen grundlegenden Fragen der Lumineszenz in kondensierter Materie. Hervorzuheben sind seine Beiträge zum Verständnis des Förster-Resonanzenergie- und des Dexter-Energietransfers. Mit der Entwicklung der Quantenelektronik wandte er sich Anfang der 1960er Jahre der Anwendung der Laser für seine Forschungen zur Lumineszenz zu. Mit seiner Arbeitsgruppe entwickelte er 1961 den ersten Rubinlaser in der UdSSR. Seine Forschungsergebnisse publizierte er in mehr als 100 Veröffentlichungen, darunter sind zwei Monographien.
Die Akademie der Wissenschaften der UdSSR verlieh ihm 1976 die S.-I.-Wawilow-Goldmedaille und 2001 die Lebedew-Goldmedaille. Im Dezember 1984 wurde er zum korrespondierenden Mitglied der Akademie der Wissenschaften gewählt.

## Schriften (Auswahl)
- V. M. Agranovich, M. D. Galanin: Electronic Excitation Energy Transfer in Condensed Matter. North-Holland Publ. Co., Amsterdam, New York 1982, ISBN 978-0-444-86335-5, S. 371.
- M. D. Galanin: Luminescence of Molecules and Crystals. Cambridge Internat. Sci. Publ., Cambridge 1996, S. 130.
- M. D. Galanin: The problem of the effect of concentration on the luminescence of solutions. In: Soviet Physics – JETP. Band 1, Nr. 2, 1955, S. 317–324.
- V. I. Bredikhin, M. D. Galanin, V. N. Genkin: Two-photon absorption and spectroscopy. In: Soviet Physics – Uspekhi. Band 16, Nr. 3, 1973, S. 299–321.